# Monte Kahuzi
Il monte Kahuzi è un rilievo montuoso di origine vulcanica che, con i suoi 3.308 m di altezza, costituisce la vetta più alta della catena montuosa dei Monti Mitumba, nella Repubblica Democratica del Congo.
Parte del suo territorio ricade all'interno del Parco nazionale di Kahuzi-Biega.